# Unión de Comunidades Islámicas de España
La Unión de Comunidades Islámicas de España (UCIDE) es una organización religiosa con sede central en Madrid, integrada por distintas comunidades religiosas islámicas de España, inscrita en el Registro de Entidades Religiosas del Ministerio de Presidencia.
Su finalidad es el desarrollo de las actividades religiosas propias del Islam. Es cofundadora de la Comisión Islámica de España (CIE), representante ante el Estado español, y del Consejo Musulmán de Cooperación en Europa (CMCE), órgano representativo ante la Unión Europea.
Su presidente electo es Aiman Adlbi, quien forma parte de la Comisión Asesora de Libertad Religiosa, tras el fallecimiento de Riay Tatary.

## Historia
En la década de los 60 unos pocos grupos de estudiantes universitarios musulmanes encauzaron la necesidad de su comunidad religiosa en el marco jurídico español de las asociaciones estudiantiles, creando así algún centro cultural, alguna asociación estudiantil, y finalmente la Unión Estudiantil Musulmana de España.
En 1967 se promulga en España la primera ley que permite a los musulmanes organizarse con fines religiosos, tras un paréntesis de siglos, constituyéndose la Asociación Musulmana de España, de ámbito nacional con sede central en Madrid, inscrita finalmente en 1971.
Contribuyó activamente a la confección de la actual Constitución española de 1978 y a la Ley Orgánica de Libertad Religiosa de 1980, ahora en vigor, constituyendo ese mismo año la Unión de Comunidades Islámicas de España, con asiento registral en 1991, después de que consiguiera en 1989 la declaración de notorio arraigo del islam en España, paso previo a la negociación y firma del Acuerdo de Cooperación del Estado español con la Comisión Islámica de España, creada al efecto con otra federación, finalmente en 1992.
Tras un largo proceso se aprueba y publica a primeros de 1996 el Convenio económico para los profesores de enseñanza religiosa islámica en centros docentes y el currículo de la asignatura a impartir. Y ese mismo año se crea en Estrasburgo (Francia) el Consejo Musulmán de Cooperación en Europa (CMCE) siendo la UCIDE miembro fundador con presencia en sus instituciones europeas. Desde 1998 cuenta con un Acuerdo de Cooperación con la Comunidad de Madrid. 
En 2006 se consigue la inclusión en la Seguridad Social de los imames y la regulación de la asistencia religiosa penitenciaria.
La Unión de Comunidades Islámicas de España mantiene convenios de colaboración con la Institución de Al-Azhar y con la ISESCO (del inglés: Islamic Educational, Scientific and Cultural Organization), participando en proyectos comunes con la Fundación Pluralismo y Convivencia.
Así desarrolló y publicó los libros de texto de religión para Primaria Descubrir el Islam y para Secundaria Conocer el Islam. La UCIDE colabora en la Cátedra de las tres Religiones de la Universidad de Valencia, gracias a un convenio de cooperación, dedicada a la investigación, la docencia y la difusión de la función social y cultural de las tres religiones monoteístas: la islámica, la judaica y la cristiana.

## Representación
Tras reunión del Consejo Consultivo el 18 de mayo de 2024, la Junta Directiva General de la UCIDE incluye::
- Presidente: Dr. Aiman Adlbi, imam y profesor.
- Vicepresidente: Laarbi Al·lal Maateis, también presidente regional en Ceuta.

La sede central de la Unión se encuentra en las oficinas de la Asociación Musulmana de España, también sede de la Comunidad Islámica de Madrid Mezquita Abu-Bakr.
La UCIDE adopta también la organización autonómica del Estado, coordinada desde sus sedes autonómicas con sus representantes electos.